# فهرست فرودگاه‌های ایالت‌ها و ناحیه‌های استرالیا
این مقاله شامل فهرست فرودگاه‌های ایالت‌ها و ناحیه‌های استرالیا است.

## فهرست فرودگاه‌ها
| مکان               | ناحیه                  | نام فرودگاه              | نوع    | ایکائو | یاتا | مختصات                                                          |
| ------------------ | ---------------------- | ------------------------ | ------ | ------ | ---- | --------------------------------------------------------------- |
| کانبرا             | قلمرو پایتختی استرالیا | فرودگاه بین‌المللی کانبرا | همگانی | YSCB   | CBR  | ۳۵°۱۸′۲۵″ جنوبی ۱۴۹°۱۱′۴۲″ شرقی / ۳۵٫۳۰۶۹۴°جنوبی ۱۴۹٫۱۹۵۰۰°شرقی |
| Flying Fish Cove   | جزیره کریسمس           | فرودگاه جزیره کریسمس     | همگانی | YPXM   | XCH  | ۱۰°۲۷′۰۲″ جنوبی ۱۰۵°۴۱′۲۵″ شرقی / ۱۰٫۴۵۰۵۶°جنوبی ۱۰۵٫۶۹۰۲۸°شرقی |
| West Island        | جزایر کوکوس            | فرودگاه جزایر کوکوس      | همگانی | YPCC   | CCK  | ۱۲°۱۱′۱۹″ جنوبی ۰۹۶°۴۹′۵۰″ شرقی / ۱۲٫۱۸۸۶۱°جنوبی ۹۶٫۸۳۰۵۶°شرقی  |
| Jervis Bay Village | قلمروی خلیج جرویس      | فرودگاه خلیج جرویس       | همگانی | YJBY   |      | ۳۵°۰۸′۴۸″ جنوبی ۱۵۰°۴۱′۴۸″ شرقی / ۳۵٫۱۴۶۶۷°جنوبی ۱۵۰٫۶۹۶۶۷°شرقی |
| Burnt Pine         | جزیره نورفک            | فرودگاه نورفولک آیلند    | همگانی | YSNF   | NLK  | ۲۹°۰۲′۳۳″ جنوبی ۱۶۷°۵۶′۱۷″ شرقی / ۲۹٫۰۴۲۵۰°جنوبی ۱۶۷٫۹۳۸۰۶°شرقی |
| Peterson Glacier   | قلمرو جنوبگان استرالیا | فرودگاه ویلکینز رانوی    | خصوصی  | YWKS   |      | ۶۶°۴۱′۲۷″ جنوبی ۱۱۱°۳۱′۲۵″ شرقی / ۶۶٫۶۹۰۸۳°جنوبی ۱۱۱٫۵۲۳۶۱°شرقی |

## فرودگاه‌های ازبین‌رفته
| مکان   | Territory              | نام فرودگاه              | نوع   | ایکائو | یاتا | مختصات                                                          |
| ------ | ---------------------- | ------------------------ | ----- | ------ | ---- | --------------------------------------------------------------- |
| کانبرا | قلمرو پایتختی استرالیا | فرودگاه فایربایرن کانبرا | نظامی | YSCB   | CBR  | ۳۵°۱۸′۰۷″ جنوبی ۱۴۹°۱۲′۰۷″ شرقی / ۳۵٫۳۰۱۹۴°جنوبی ۱۴۹٫۲۰۱۹۴°شرقی |